# Iraks nationella allians
Iraks nationella allians, INA (al-Ittilaf al-Watani al-Iraqi) är en irakisk valkartell med bas i Högsta islamiska rådet i Irak (SIIC). INA stöds också av Muqtada al-Sadr, Ahmed Chalabi och partiet Fadhila.